# مايكل دوفين
مايكل دوفين (بالإنجليزية: Michael Doven)‏ مواليد 18 فبراير 1959، هو ممثل ومنتج أمريكي.

## الأعمال
- فار آند أوي
- القليل من الرجال الفاضلين
- مقابلة مع مصاص الدماء
- مهمة مستحيلة
- جيري ماغواير
- عيون مغلقة على اتساعها
- ماغنوليا
- مهمة مستحيلة 2
- سماء الفانيلا
- تقرير الأقلية
- الساموراي الأخير
- جانبية

## وصلات خارجية
- مايكل دوفين على موقع IMDb (الإنجليزية)
- مايكل دوفين على موقع قاعدة بيانات الفيلم (الإنجليزية)
- الموقع الرسمي